# Orsetta Gregoretti
Orsetta Gregoretti (Roma, 24 gennaio 1964) è un'attrice italiana.

## Biografia
Figlia del regista Ugo Gregoretti, nel 1985 si è diplomata in recitazione al Centro sperimentale di cinematografia di Roma  lavorando fin da giovanissima in cortometraggi realizzati da vari allievi registi della Scuola di cinema Gaumont. Ha recitato in vari film diretta, fra gli altri, da Alberto Sordi (1982), Sergio Corbucci (1983) e  Ettore Scola (1985). Nel 1986 e nel 1987 ha condotto la trasmissione settimanale Pista!, contenitore pomeridiano in diretta di Rai 1 a fianco di Maurizio Nichetti e Daniela Goggi. Nel 1984 al Teatro Antico di Taormina ha presentato con Massimo Ranieri e Lello Bersani il grande tributo dedicato - per il suo addio al teatro - a Eduardo De Filippo e nel 2006 tutte le serate di gala del Taormina Film Fest. 
Abbandonato il mestiere di attrice ha lavorato come aiuto-regista in programmi Rai fra i quali Okkupati, Super Senior, Cervelli d'Italia, per poi occuparsi di organizzazione di festival cinematografici, eventi e manifestazioni culturali.
Come organizzatrice culturale ha collaborato dal 2005 al 2009 al festival EuropaCinema di Viareggio e dal 2010 al 2024 al Bif&st di Bari come aiuto regista e curatrice della sezione "Cinema e scienza". Al Teatro Argentina di Roma ha ideato nel 2023 la manifestazione "Quando la scienza fa spettacolo: lo spazio" e nel 2024 "Quando la scienza fa spettacolo: acqua, aria, terra, fuoco".

## Vita privata
È sposata con il giornalista e scrittore Felice Laudadio, già direttore della Mostra del Cinema di Venezia e presidente di Cinecittà Holding e, dal 2016 al 2021, del Centro Sperimentale di Cinematografia.

## Filmografia
- In viaggio con papà, regia di Alberto Sordi (1982)
- Cuando calienta el sol... vamos alla playa, regia di Mino Guerrini (1982)
- Sing Sing, regia di Sergio Corbucci (1983)
- Zero in condotta, regia di Giuliano Carnimeo (1983)
- Occhei, occhei, regia di Claudia Florio (1983)
- Chi mi aiuta?, regia di Valerio Zecca (1983)
- Caro Petrolini, regia di  Nicola De Rinaldo e Ugo Gregoretti – film TV (1983)
- Chewingum, regia di Biagio Proietti (1984)
- Lei si sveglia, regia di Graziano Diana e Salvatore Morello – cortometraggio (1985)
- Nei dintorni di mezzanotte, episodio di Juke box, regia di Daniele Luchetti (1985)
- Maccheroni, regia di Ettore Scola (1985)
- Maggio musicale, regia di Ugo Gregoretti (1990)
- Non più di uno, regia di Berto Pelosso (1990)
- Folle d'amore - Alda Merini, regia di Roberto Faenza – film TV (2024)